# Isthme de Miquelon-Langlade
L'isthme de Miquelon-Langlade est un cordon littoral sédimentaire — autrement appelé tombolo — reliant les deux presqu'îles de Grande Miquelon et Langlade, dans l'archipel de Saint-Pierre-et-Miquelon. Une partie de l'isthme est protégée par le Conservatoire du littoral.

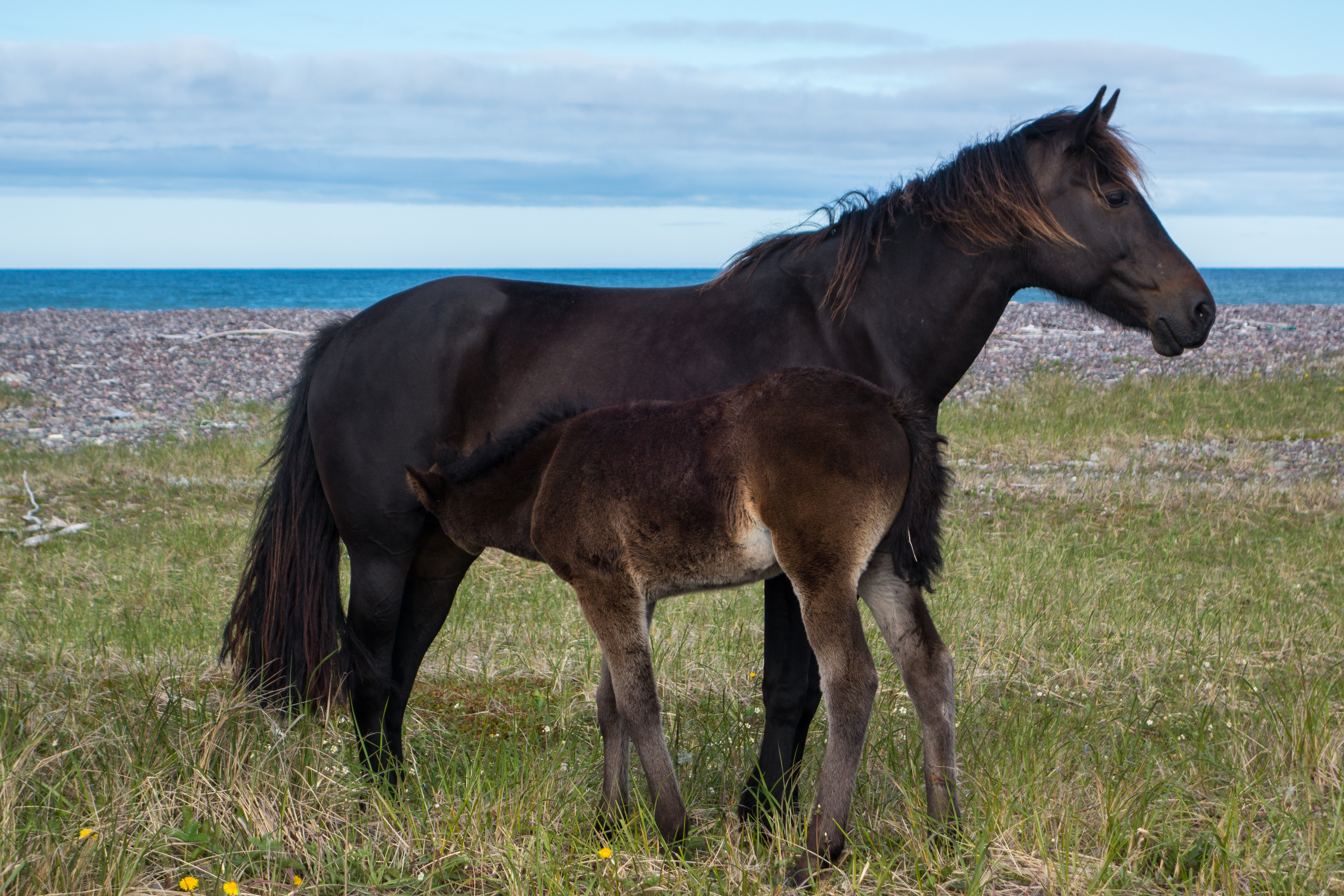
Chevaux sur l'isthme de Langlade

## Géographie
L'isthme, long d'environ douze kilomètres, relie le sud de Grande Miquelon et le nord de Langlade, et contribue à former l'île unique de Miquelon. Au lieu-dit de « la Dune », l'isthme ne mesure qu'une centaine de mètres de large.
L'isthme s'évase à ses deux extrémités. Au nord de « la Dune », il s'élargit, comporte quelques étangs et zones marécageuses, ainsi que quelques fermes, avant de se diviser en deux branches. La branche ouest, dite des « Buttereaux » et très étroite et culmine environ quinze ou vingt mètres au-dessus de la mer, et rejoint Grande Miquelon. La branche de l’est, plus large et plus plate, est interrompue par le « goulet de Langlade ». Entre ces deux branches s'est formé le Grand Barachois, une lagune d'environ neuf kilomètres carrés et de cinq mètres de profondeur.
Au sud, l'isthme s'évase également, mais de façon moins conséquente. Il comporte lui aussi quelques marais avant de rejoindre Langlade, au niveau du village de « l'Anse du Gouverneur ».

## Historique
Les deux îles de Grande Miquelon et de Langlade n'ont été reliées par ce tombolo caractéristique qu'à la fin du XVIIIe siècle, créant ainsi l'unique île de Miquelon.
Le processus de formation du tombolo a commencé il y a 13 700 ans par le retrait des glaces qui a provoqué une importante baisse du niveau de la mer localement par rebond isostatique : les terres se relèvent après avoir été libérées du poids de la glace qui a fondu, laissant sur place un substrat rocheux émergeant de l'eau.
Le niveau de la mer recommence à augmenter à un rythme d'abord rapide puis plus modéré depuis 8 000 ans. Les courants marins ont amorcé la formation d'un dépôt sédimentaire sur les flanc du substrat alimenté par l'érosion des moraines issues des anciens glaciers. Celui-ci est finalement submergé il y a 3 000 ans, ce qui favorise les échanges sédimentaires. La barrière sédimentaire commence progressivement émerger, la convergence des flux tendant à concentrer le dépôt dans un espace de plus en plus réduit jusqu'à la fermeture complète de l'embouchure centrale vers la fin du XVIIIe siècle. L'isthme est actuellement de plus en plus menacé par l'érosion.